# Derthona Foot Ball Club 1980-1981
Questa pagina raccoglie le informazioni riguardanti il Derthona F.B.C. nelle competizioni ufficiali della stagione 1980-1981.

## Stagione
Nella stagione 1980-1981 il Derthona ha disputato il girone A del campionato di Serie C2. Con 29 punti in classifica si è piazzata in quindicesima posizione. Si è salvata grazie alla classifica avulsa: il maggior numero di punti conseguiti negli scontri diretti con l'Arona che aveva ottenuto 29 punti in classifica come lei (Legnano p. 6, Derthona p. 4 e Arona p. 2 gli scontri diretti).
Arona, Biellese ed Asti sono retrocesse nel nuovo campionato Interregionale. Il torneo è stato vinto con 48 punti dalla coppia composta da Rhodense e Alessandria che sono state promosse in Serie C1.

## Rosa
| N. |                   | Ruolo | Calciatore              |
| -- | ----------------- | ----- | ----------------------- |
|    | Italia (bandiera) | A     | Stefano Baglini         |
|    | Italia (bandiera) | P     | Luciano Basso           |
|    | Italia (bandiera) | D     | Valeriano Bisi          |
|    | Italia (bandiera) | D     | Fabrizio Bobbiesi       |
|    | Italia (bandiera) | C     | Fulvio Di Davide        |
|    | Italia (bandiera) | C     | Pietro Nervi            |
|    | Italia (bandiera) | C     | Mario Pandolfi          |
|    | Italia (bandiera) | C     | Maurizio Pertusi        |
|    | Italia (bandiera) | P     | Gianbattista Piacentini |

| N. |                   | Ruolo | Calciatore        |
| -- | ----------------- | ----- | ----------------- |
|    | Italia (bandiera) | C     | Maurizio Porcelli |
|    | Italia (bandiera) | D     | Sergio Rossetti   |
|    | Italia (bandiera) | D     | Paolo Rossi       |
|    | Italia (bandiera) | A     | Bruno Russo       |
|    | Italia (bandiera) | C     | Renzo Semino      |
|    | Italia (bandiera) | A     | Fulvio Simonini   |
|    | Italia (bandiera) | A     | Oscar Tusi        |
|    | Italia (bandiera) | C     | Pietro Zanardi    |